# Student News Agency
Student News Agency (SNN) es una agencia de noticias oficial de Irán. Ofrece información destinada a jóvenes universitarios y universidades de todo el mundo. Todos los contenidos que ofrece SNN son decontenido libre y bajo licencia Creative Commons.

## Historia
Student News Agency fue fundada en 2002 por Hadi Ghasemi. Ghasemi es el actual director general de la SNN. 

## Servicios
Además de noticias vinculadas con la universidad y los estudiantes universitarios, SNN ofrece y publica contenido relacionado con una variedad de temas, incluyendo:
- Ciencia y tecnología
- Provincias
- Política
- Economía
- Cultura
- Sociedad
- Deportes
- Fotografía
- Multimedia
- Gráficos y caricaturas

## Obras notables
Médico Salaam es uno de SNN más populares de la serie. Se trata de una política y de la comedia de noticias de sátira de la serie que critican al gobierno Iraní y de sus funcionarios.

## Personas relacionadas
- CEO: Hadi Ghasemi
- Director general adjunto: Mohammad Akbarzadeh
- Editor jefe: Amin Salimi